# Municipio de Osnaburg
El municipio de Osnaburg (en inglés: Osnaburg Township) es un municipio ubicado en el condado de Stark en el estado estadounidense de Ohio. En el año 2010 tenía una población de 5616 habitantes y una densidad poblacional de 60,45 personas por km².

## Geografía
El municipio de Osnaburg se encuentra ubicado en las coordenadas 40°46′20″N 81°15′27″O / 40.77222, -81.25750. Según la Oficina del Censo de los Estados Unidos, el municipio tiene una superficie total de 92.91 km², de la cual 92,89 km² corresponden a tierra firme y (0,01 %) 0,01 km² es agua.

## Demografía
Según el censo de 2010, había 5616 personas residiendo en el municipio de Osnaburg. La densidad de población era de 60,45 hab./km². De los 5616 habitantes, el municipio de Osnaburg estaba compuesto por el 95,32 % blancos, el 2,33 % eran afroamericanos, el 0,37 % eran amerindios, el 0,05 % eran asiáticos, el 0,34 % eran de otras razas y el 1,58 % eran de una mezcla de razas. Del total de la población el 1 % eran hispanos o latinos de cualquier raza.